# Peter Schleimer
Peter Schleimer (* 23. Juli 1962 in Simcoe, Ontario) ist ein österreichischer Journalist und seit 2006 Chefredakteur der österreichischen Fachzeitschrift Vinaria.

## Leben
Peter Schleimer studierte Biologie an der Universität Wien und beendete sein Studium 1989 als Magister mit der Arbeit Untersuchungen zur Rebstockfauna in unterschiedlich bewirtschafteten Weingärten. Nach Engagements in der österreichischen Weinbranche, und zwar bei der Österreichischen Weinmarketinggesellschaft und der Weinakademie Österreich, sowie Mitarbeit als Redakteur bei der österreichischen Fachzeitschrift Vinaria wurde er im Jahr 2006 als deren Chefredakteur bestellt. Gemeinsam mit Christoph Wagner verantwortete Peter Schleimer auch als Chefredakteur die in den Jahren 2006 bis 2011 halbjährlich erschienene Zeitschrift Vinaria Gourmet.
Seit 2025 führt Peter Schleimer gemeinsam mit Doris Bracher in Mödling ein unter der Bezeichnung Genussatelier Mödling firmierendes Lokal. Außerdem betreibt er einen auf internationale Märkte ausgerichteten Weinhandel und in der Thermenregion in kleinem Stil auch selber Weinbau.

## Schriften
- Untersuchungen zur Rebstockfauna in unterschiedlich bewirtschafteten Weingärten. Universität Wien, Diplomarbeit, Wien 1989.
- Burgenland. Küche & Keller, Kunst & Kultur entlang der Weinstraßen. Deuticke Verlag, Wien und München 1997, ISBN 978-3-216-30195-6.